# Tamaulipas
Tamaulipas (a név a lipa apacs Ta ma ho`lipam - „ott, ahol a lipák imádkoznak” kifejezésből ered) szövetségi állam Mexikó északi részén, a Río Bravo del Norte (Rio Grande) folyótól délre, a Mexikói-öböl partján. 3,27 millió lakosa van, területe 80 175 km². Fővárosa Ciudad Victoria.
A hosszú Texasszal közös határon a határforgalomnak különösen nagy jelentősége van. Nuevo Laredo, Reynosa és Matamoros határvárosokban több úgynevezett maquiladora található: ezek olyan termelőegységek, ahol egyesült államokbeli cégek telepedtek meg szabadkereskedelmi zónában. Nagyobb gazdasági jelentősége van még Tampico kikötőjének.
A területet 1774-ben szervezték politikai egységgé, eredetileg Nuevo Santander volt a neve.
1840-ben Tamaulipas, Új-León és Coahuila létrehozták a Rio Grande-i Köztársaságot, de a mexikói kormány az elszakadási mozgalmat leverte.
Északi határa eredetileg a Río Nueces volt a mai Texasban, mígnem 1848-ban a Guadalupe Hidalgó-i béke délebbre, a Río Bravo folyóig tolta a határt. Ettől délre egészen kis sáv maradt a szövetségi állam nyugati részén, így alakult ki a furcsa határvonal.

## Címere
Az állam címere egy aranysárga pergamen előtt látszó pajzs, mely négy részre van osztva. Vele szemben állva bal felső részében kék háttér előtt egy kukoricanövény, egy narancs bugás cirok, egy agávé és egy nád látható, mindegyik növény színe zöld. A felső rész középső részén José de Escandón y Helguera, Sierra Gorda grófjának címere található, melyet egy sárga kereszt négy részre oszt. Ennek bal felső és jobb alsó negyedében egy-egy piros háttér előtt látszó kék torony áll, bal alsó negyedében kék háttér előtt egy arany színű üst egy vörös zászlóval, jobb felső részében pedig szintén kék háttéren egy arany sas. A teljes címer jobb felső részén vörös háttér előtt három, jobbra néző állat jobb oldala látható, felül egy zebubika, középen egy zebutehén, lent pedig egy kecske, föntről lefelé egyre világosabb színben. A negyedik rész, mely a címer több mint felét teszi ki, szintén több részre osztható. Ennek tetején kék ég előtt a Cerro del Bernal hegy látható barna színben, tőle balra és jobbra egy-egy fehér felhő. Az alsó rész bal oldala sötétkék tengerben egy világosszürke hajót és egy arany halat ábrázol, közepe egy éppen barázdákat szántó, fehér színű traktort, jobb oldala pedig egy fekete olajfúrótornyot és két fehér olajtartályt.

## Népesség
Ahogy egész Mexikóban, a népesség növekedése Tamaulipas államban is gyors, ezt szemlélteti az alábbi táblázat:
| Év   | Lakosság  |
| ---- | --------- |
| 1990 | 2 249 581 |
| 1995 | 2 527 328 |
| 2000 | 2 753 222 |
| 2005 | 3 024 238 |
| 2010 | 3 268 554 |